# Тепе-Сіалк
33°58′08″ пн. ш. 51°24′17″ сх. д. / 33.968888888889° пн. ш. 51.404722222222° сх. д.
Сіалк, або Тепе-Сіалк (перс. تپه سیلک, букв. «Пагорб Сіалк») — археологічна пам'ятка на території центрального Ірану поблизу міста Кашан, де виявлені залишки двох зикуратів. Поселення існувало з епохи неоліту і до кінця бронзової епохи. Зикурат побудували приблизно в 3000 році до н.е.
Культуру, що населяла цю територію, пов'язують з культурою річки Заянде
.
Вперше Сіалк розкопала в 1930-ті роки команда французьких археологів на чолі з Романом Гіршманом.

## Історія
Спільне дослідження Організації культурної спадщини Ірану, Лувру та Французького інституту досліджень в Ірані також підтверджує, що найдавніші поселення в Сіалку датуються приблизно 6000-5500 роками до н. е.

Сіалкський зикурат був побудований близько 3000 року до н. е.
Ймовірно, що Сіалк і вся територія навколо нього виникли завдяки великим водним джерелам, що знаходяться поблизу, що чинні і сьогодні. 
Джерело Чешмех-є-Солейман (Соломонове джерело) приносить воду в цю місцевість з довколишніх гір протягом тисячоліть. 
Сад Фін, побудований у своєму теперішньому вигляді в XVII столітті, є популярною туристичною атракцією. 
Саме тут шахи династії Сефевідів проводили свій відпочинок далеко від своїх столиць. 
Ймовірно, що саме тут похований Абу Лулуа Фіруз, перський вбивця другого халіфа Умара ібн аль-Хаттаба (бл. 634-644 рр.). 
Всі ці останки знаходяться в тому ж місці, що й Сіалк.

## Археологія

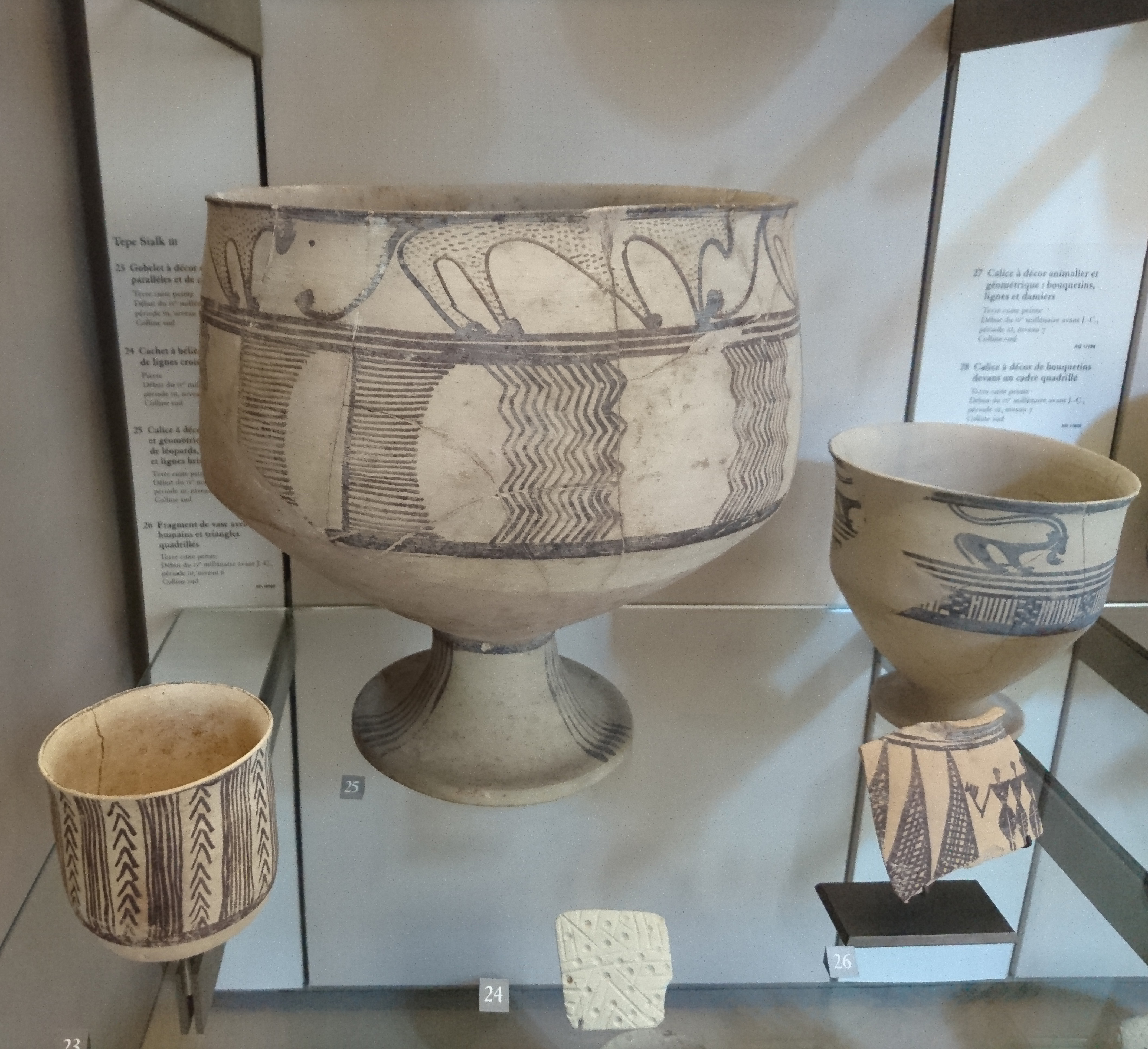
Кераміка з Тепе-Сіалк. У центрі — чаша, прикрашена леопардами; 4000-3800 рр. до н.е.; Луврський музей

Тепе-Сіалк розкопували три сезони (1933, 1934 і 1937) командою на чолі з Романом Гіршманом і його дружиною Танею Гіршман.
 
Дослідження, пов'язані з цим місцем, проводили Д.Е. Маккоун, Ю. Маджидзаде і П. Аміє. 
 
Розкопки були відновлені на кілька сезонів в 1999 — 2004 рр. командою з Університету Пенсильванії та Організації культурної спадщини Ірану під керівництвом Садега Малека Шахмірзаді під назвою "Проект переосмислення Сіалка"
 . 
У 2008 — 2009 рр. іранська команда під керівництвом Хасана Фазелі Нашлі та за підтримки Робіна Конінгема з Даремського університету працювала на північному кургані, знайшовши 6 пізньонеолітичних поховань
.
Артефакти з перших розкопок опинилися в основному в Луврі, хоча деякі з них можна знайти в Британському музеї, Метрополітен-музеї в Нью-Йорку, Національному музеї Ірану та у приватних колекціонерів. 
Ці артефакти складалися з деяких дуже тонко розписаних гончарних виробів
.

### Північний курган

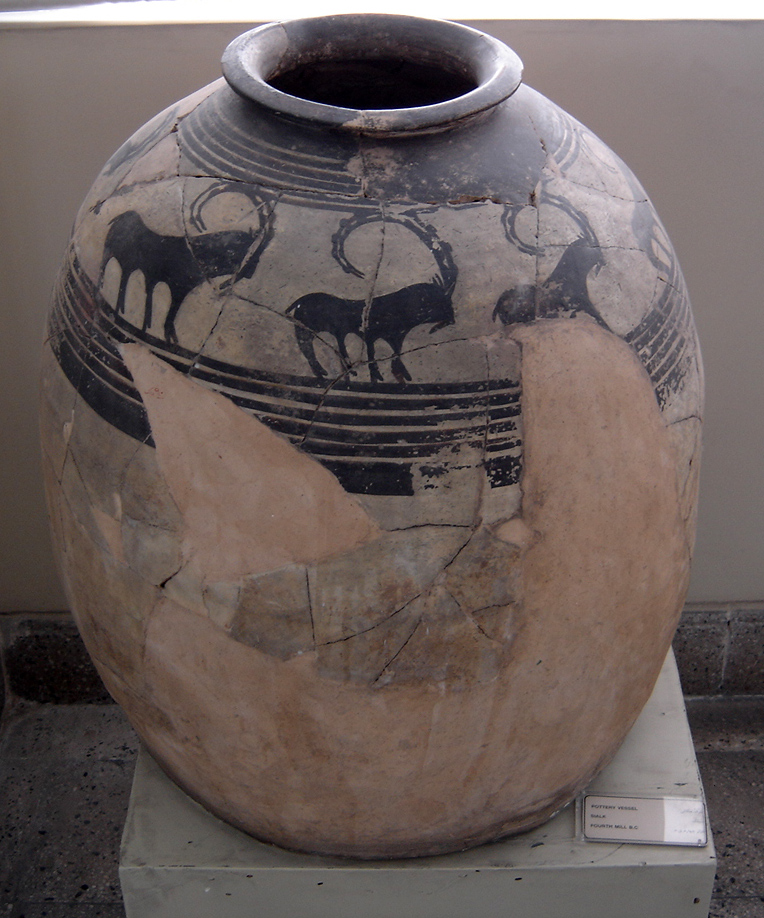
Глиняна посудина, IV тиc. до н. е. з колекції Сіалк Національного музею Ірану в Тегерані.

Північний тепе є найдавнішим, його заселення датується кінцем  VII тис. до н. е. 
Курган складається з двох шарів: Сіалк I (найдавніший) та Сіалк II. 
Архітектура шару Сіалк І є відносно примітивною. 
Виявлено поховання з глиняним посудом. 
Кераміка спочатку досить груба, але з часом стає більш якісною
. 
Архаїчний розписний посуд епохи Загех (бл. 6000-5500 рр. до н.е.) знайдено в Тепе-Сіалк I, шарах 1-2. 
Це ранній розписний посуд, який вперше був розкопаний в Тепе-Заге на рівнині Казвін
. 
У шарах 3, 4 і 5 кераміка має чітку поверхню з розписним декором. 
Все ще використовувалися кам'яні або кістяні знаряддя праці.
У шарі Сіалк II з'являються перші ознаки металургії. 
Археологічні матеріали, знайдені в будівлях цього періоду, свідчать про посилення зв'язків із навколишнім світом.

### Південний курган

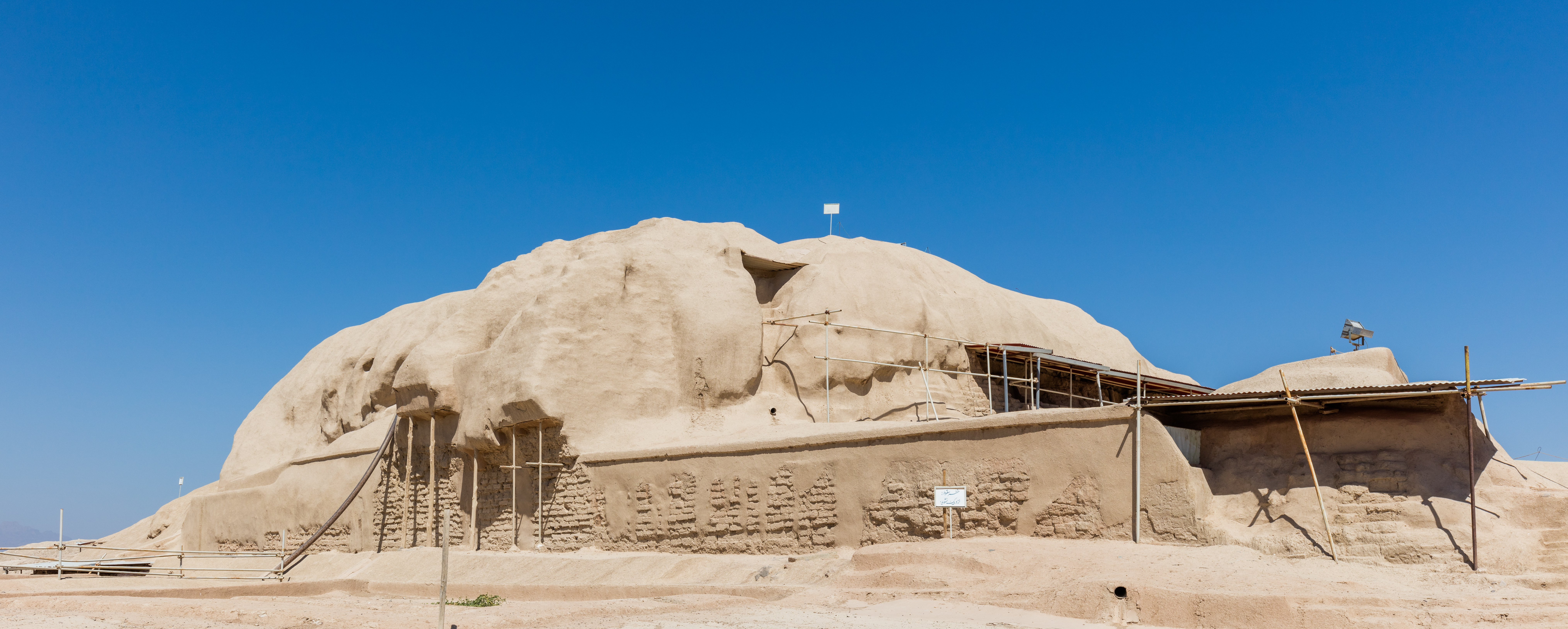
Тепе-Сіалк

Південне тепе має шари Сіалк III і IV. 
Перший, із семи шарів, відповідає V тис до н.е. і початку IV тис до н.е. (бл. 4000 р. до н.е.). 
Цей період є спадкоємним від попереднього і характеризується ускладненням архітектури (ліпна цегла, використання каменю) та ремесел, особливо металургійного. 
Під час ранніх розкопок було знайдено п'ять протоеламських табличок. 
Як і інші віддалені пам'ятки з протоеламським письмом, вони були загублені на деякий час
. 
Нещодавні роботи знайшли на південному кургані докази фактичної окупації з протоеламського періоду
.

## Металургія срібла
Ймовірно Тепе-Сіалк був важливим центром виробництва металу в центральному Ірані за часів Сіалк III і Сіалк IV. 
Значна кількість металургійних залишків була знайдена під час розкопок в 1990-х роках і пізніше, а саме велика кількість шматків шлаку, глету, тиглів і форм
.
У Таппе-Сіалк були знайдені найдавніші у світі докази виробництва срібла — шматочки глету та шлак.
"Шматочки деревного вугілля, знайдені в одній з печей, в якій були знайдені фрагменти літаргету, дали радіовуглецеву дату 3660-3520 рр. до н.е., що робить їх найдавнішими з відомих на сьогоднішній день фрагментів такого процесу в стародавньому світі"
.
На деяких інших стародавніх пам'ятках Ірану того ж часу також було виявлено виробництво срібла, наприклад, в Арісмані та Тепе-Гіссар. 
Ці городища відносять до періодів Сіалк III-IV та Гіссар II-III.

## Культурний розвиток

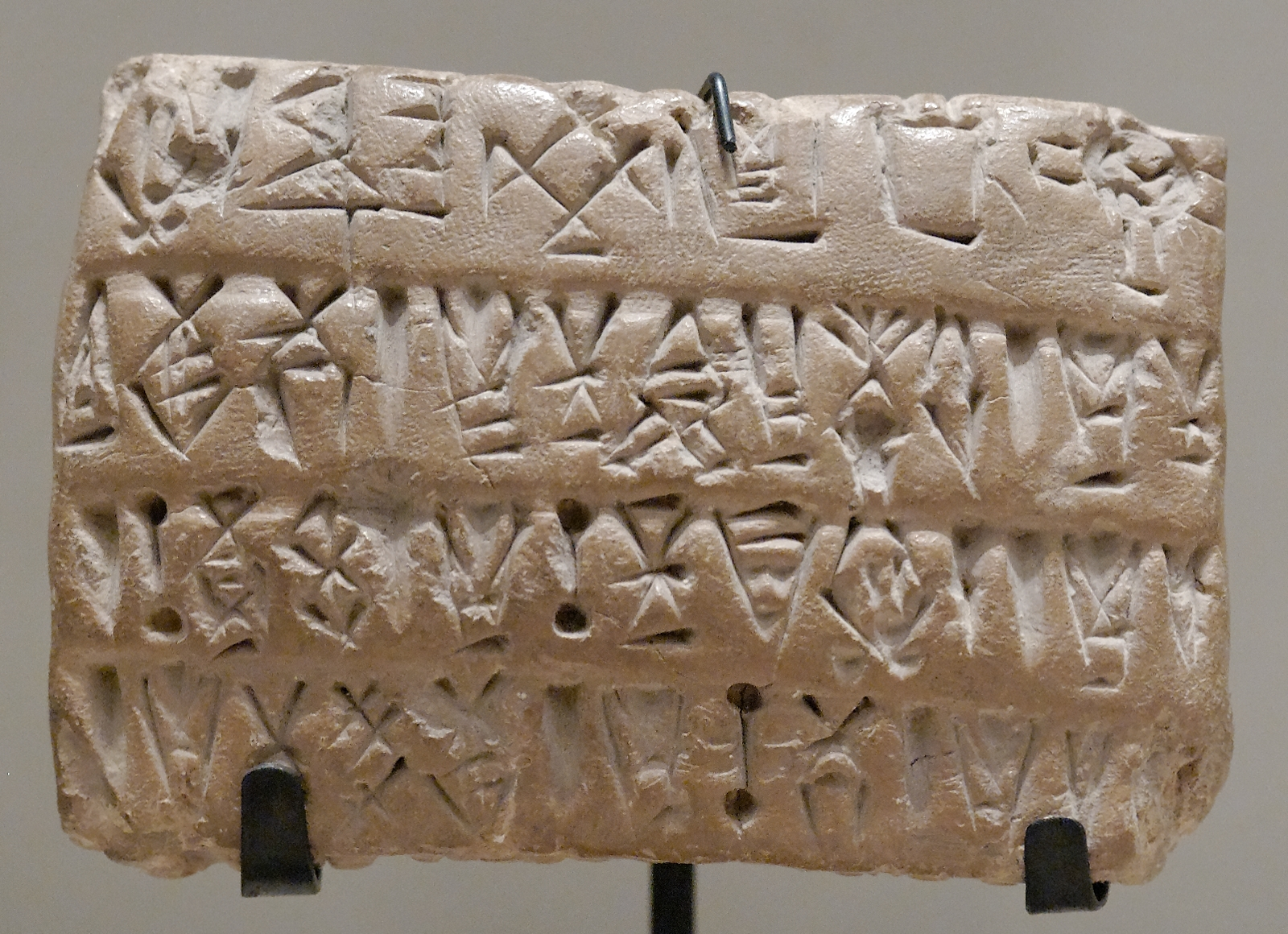
Економічна табличка з числовими знаками. Протоеламське письмо на глині, Сузи, період Урука (3200 р. до н.е. - 2700 р. до н.е.). Відділ східних старожитностей, Лувр.

Шар Сіалк IV починається в другій половині IV тисячоліття. 
Для найдавніших підперіодів Сіалк IV існують зв'язки з месопотамськими цивілізаціями Урук та Джемдет-Наср.
Пізніше матеріал схожий на матеріал Сузи III (протоеламський рівень), був знайдений у протоеламському горизонті в Сіалку, про що також свідчить знахідка тут кількох протоеламських глиняних табличок.
У цьому ж шарі Сіалк IV були знайдені руїни найстарішого зикурату в світі.
Цей період закінчується тимчасовим занедбанням городища на початку ІІІ тис до н.е..

## ІІ тис до н.е.

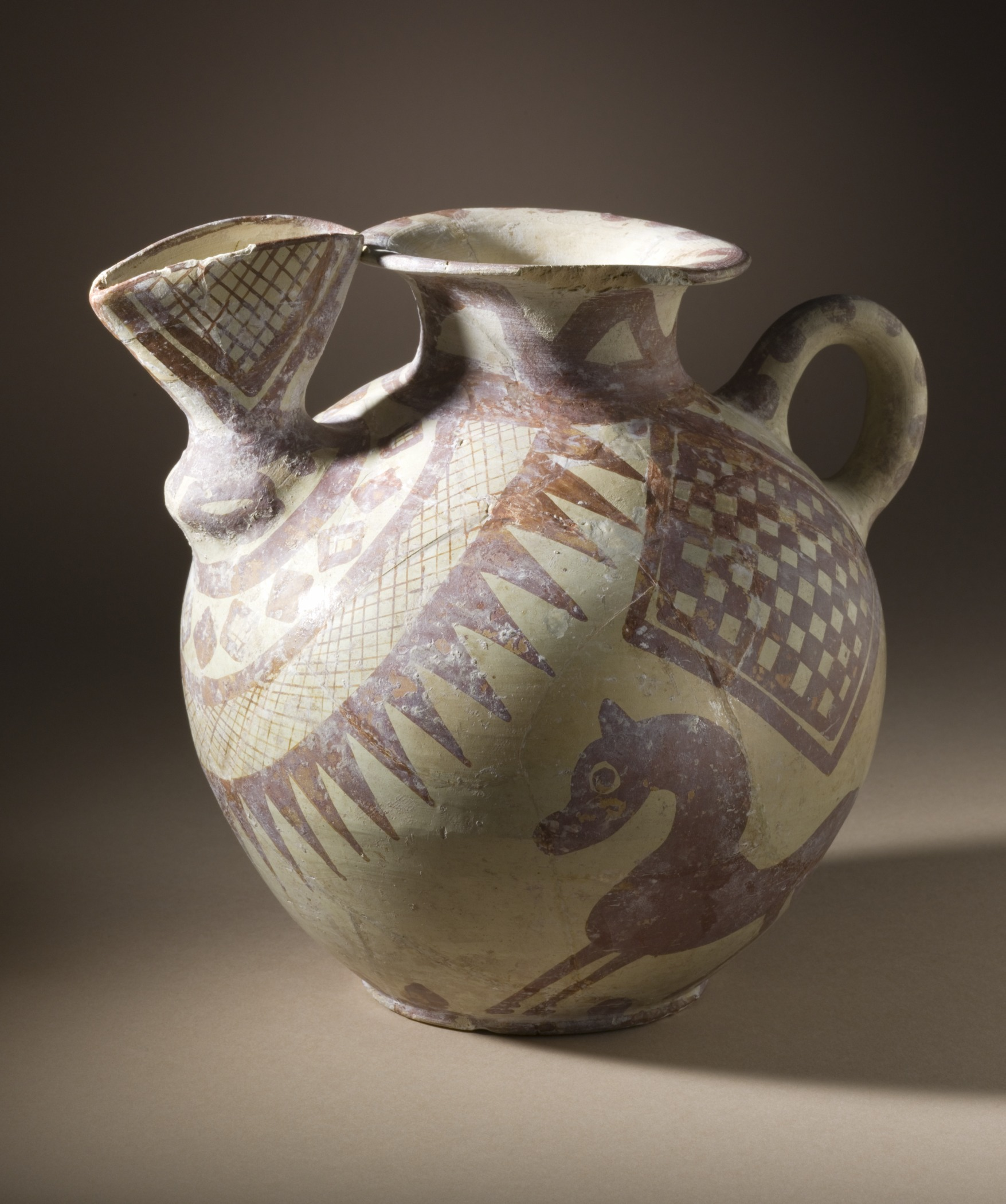
Глечик з мостоподібним носиком з Тепе-Сіалк, близько 800-600 рр. до н.е.; полірований посуд, лощений, червонувато-помаранчевий розпис. Висота: 20 см. Окружний художній музей Лос-Анджелеса

Після понад тисячолітнього забуття городище Сіалк знову заселяють у другій половині ІІ тис до н.е.. 
Ця остання фаза заселення городища поділяється на два періоди: Сіалк V та Сіалк VI. 
Археологічний матеріал цих двох періодів здебільшого був знайдений у двох некрополях, названих некрополем А і некрополем Б. 
Перший з них представляє Сіалк V, а другий — Сіалк VI.
Перший представляє шар Сіалк V. 
Тут знайдено зброю та інші предмети з бронзи, а також ювелірні прикраси та деякі залізні вироби. 
Кераміка сіро-чорна або червона, іноді з деякими прикрасами, що складаються з геометричних візерунків, і може бути порівняна з предметами, що походять з місць в долині Горган (пізніші шари Тюренг-Тепе і Тепе-Гіссар).

## Галерея

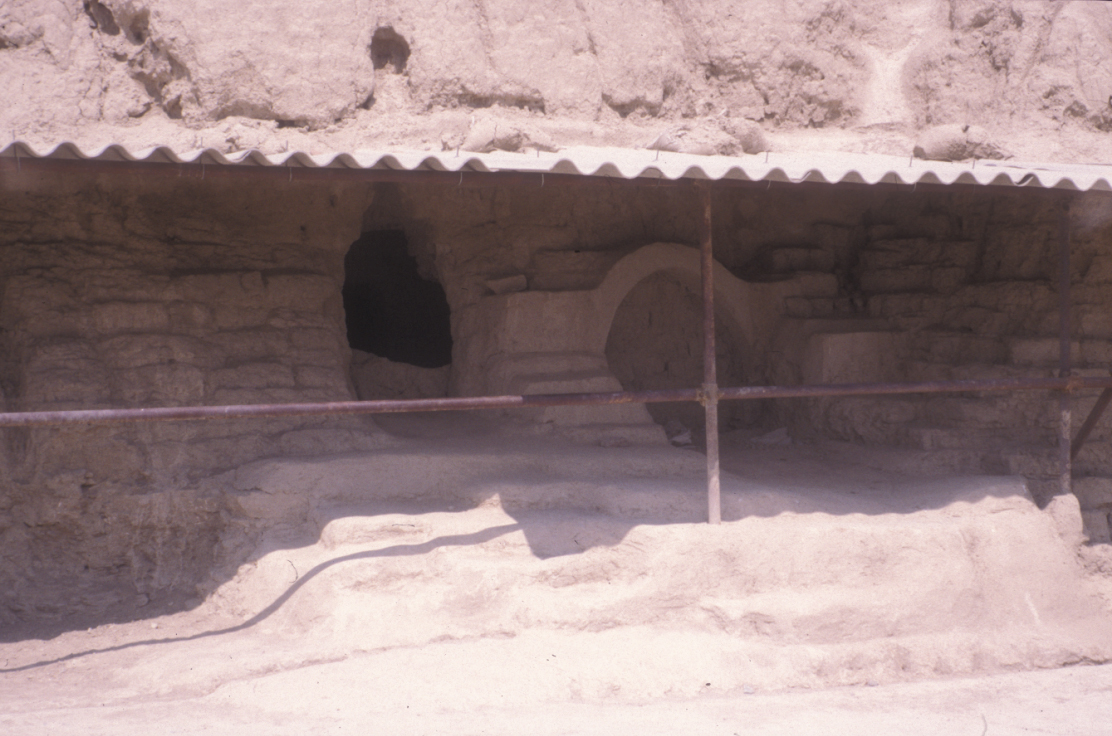
Скелет віком 5500 років та інші артефакти представлені в експозиції для відвідувачів
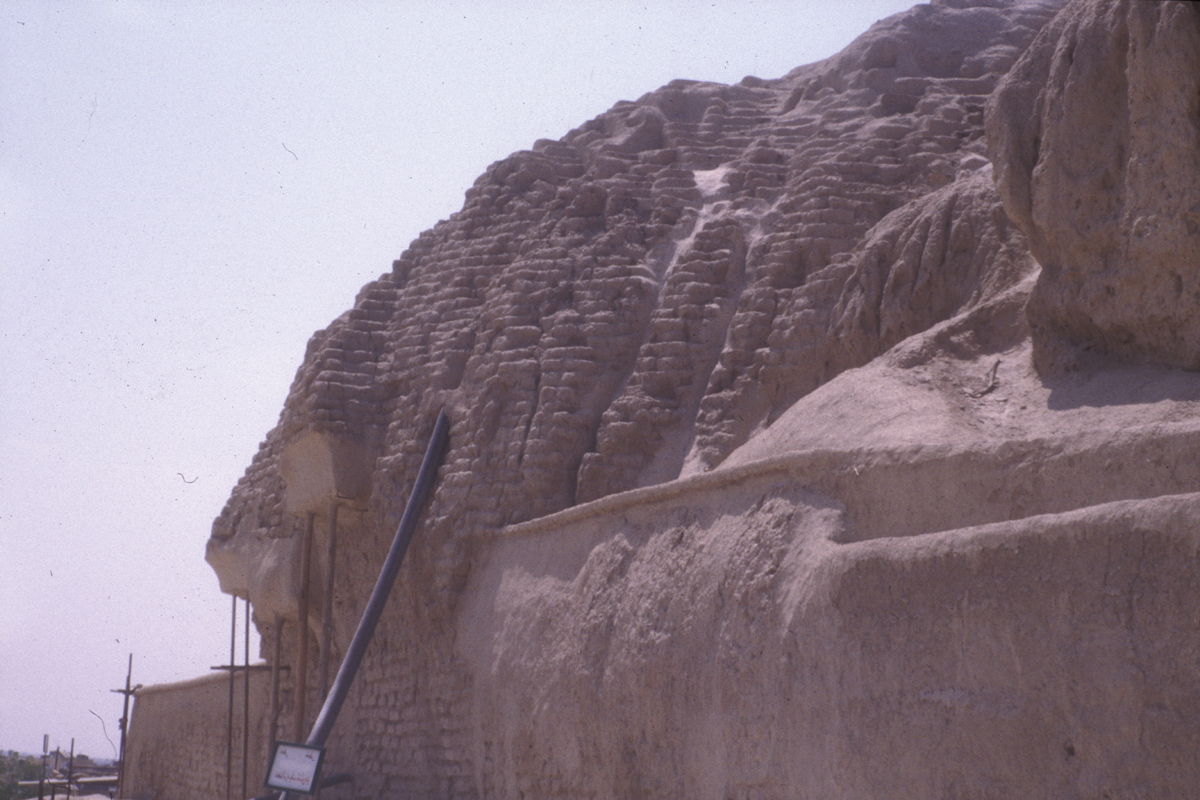
Фрагмент стіни другої платформи першого із зикуратів
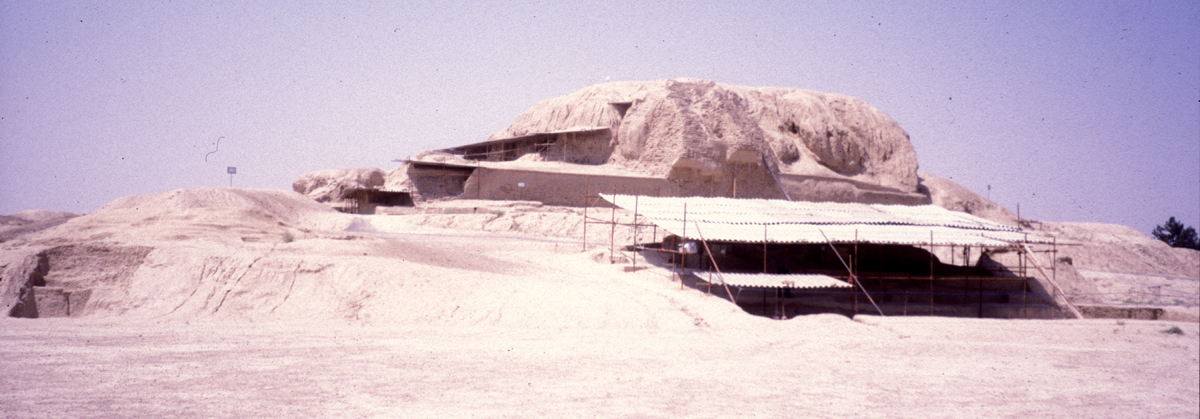
Вид на південний фасад останків першого зикурата
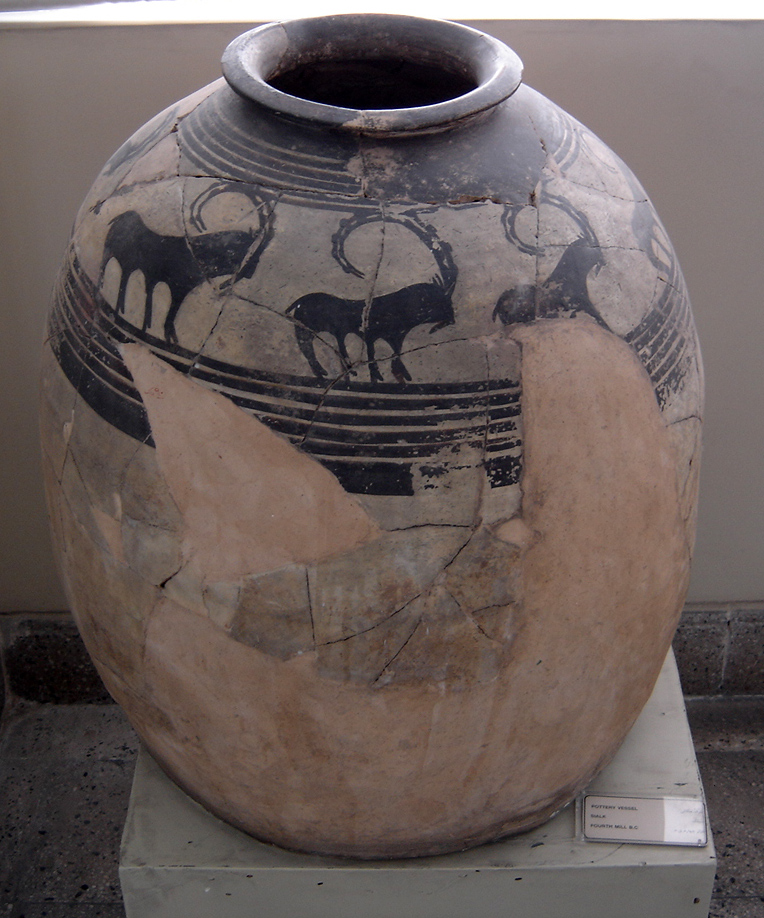
Керамічний посуд, 4 тис. рік до н. е. Представлений в колекції артефактів з Сіалка в Національному музеї Ірану в Тегерані
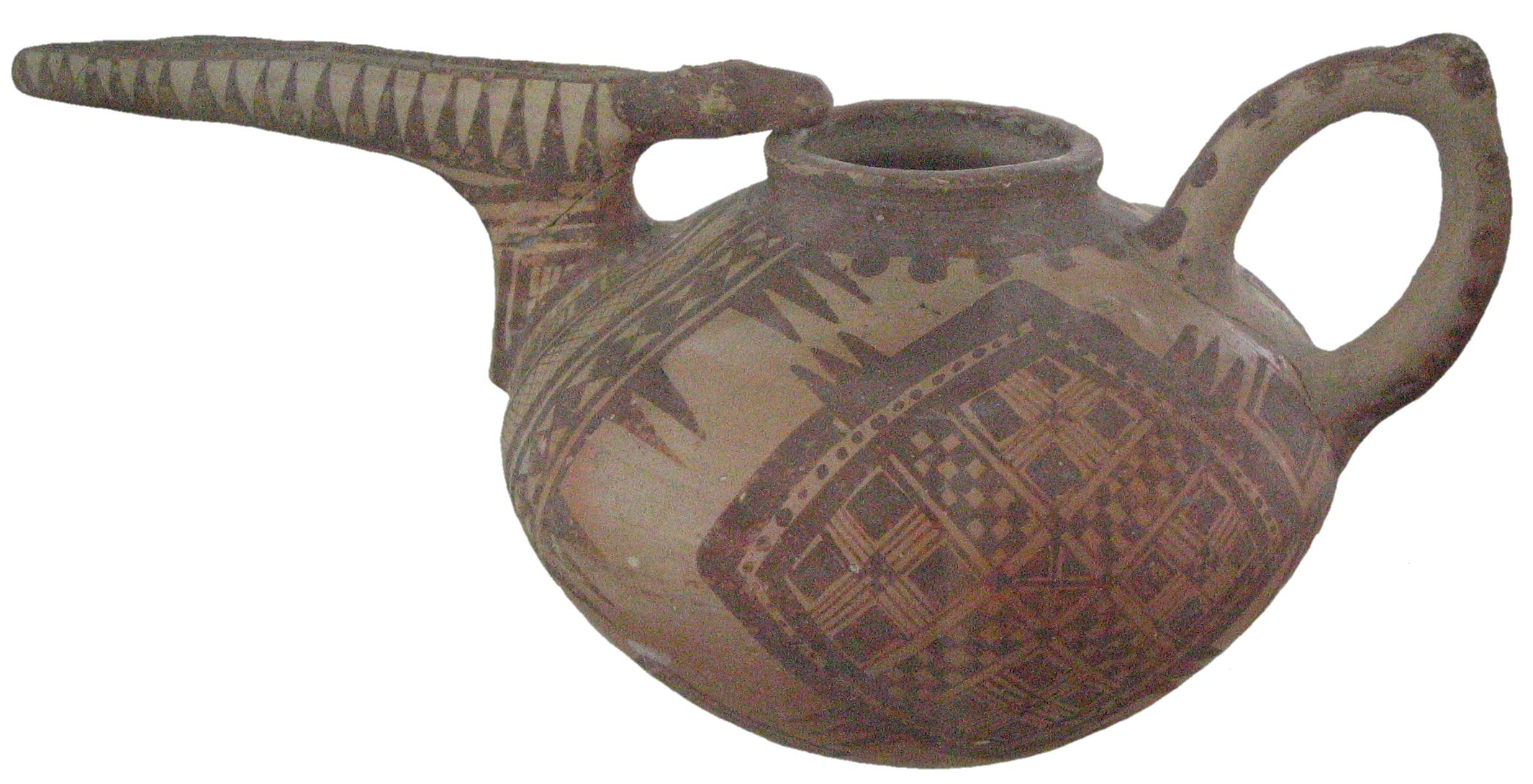
Кераміка з Сіалка
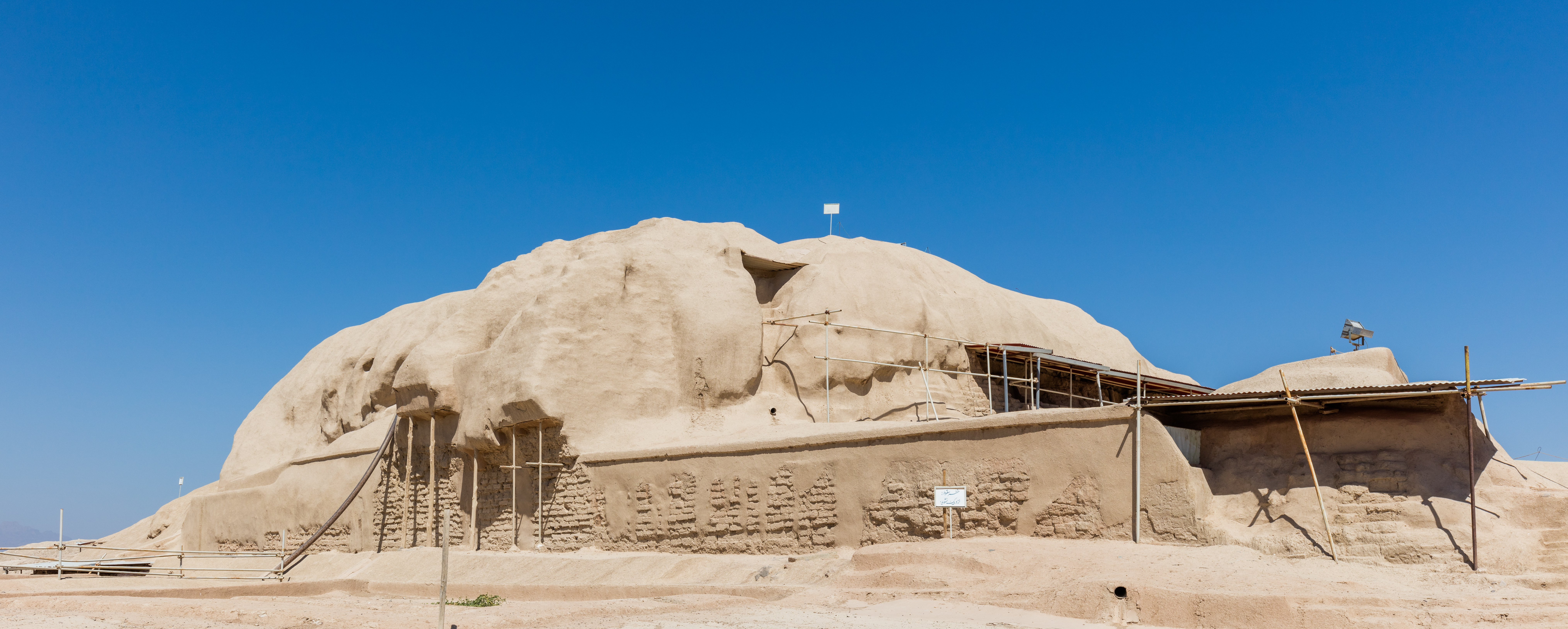
Сіалк
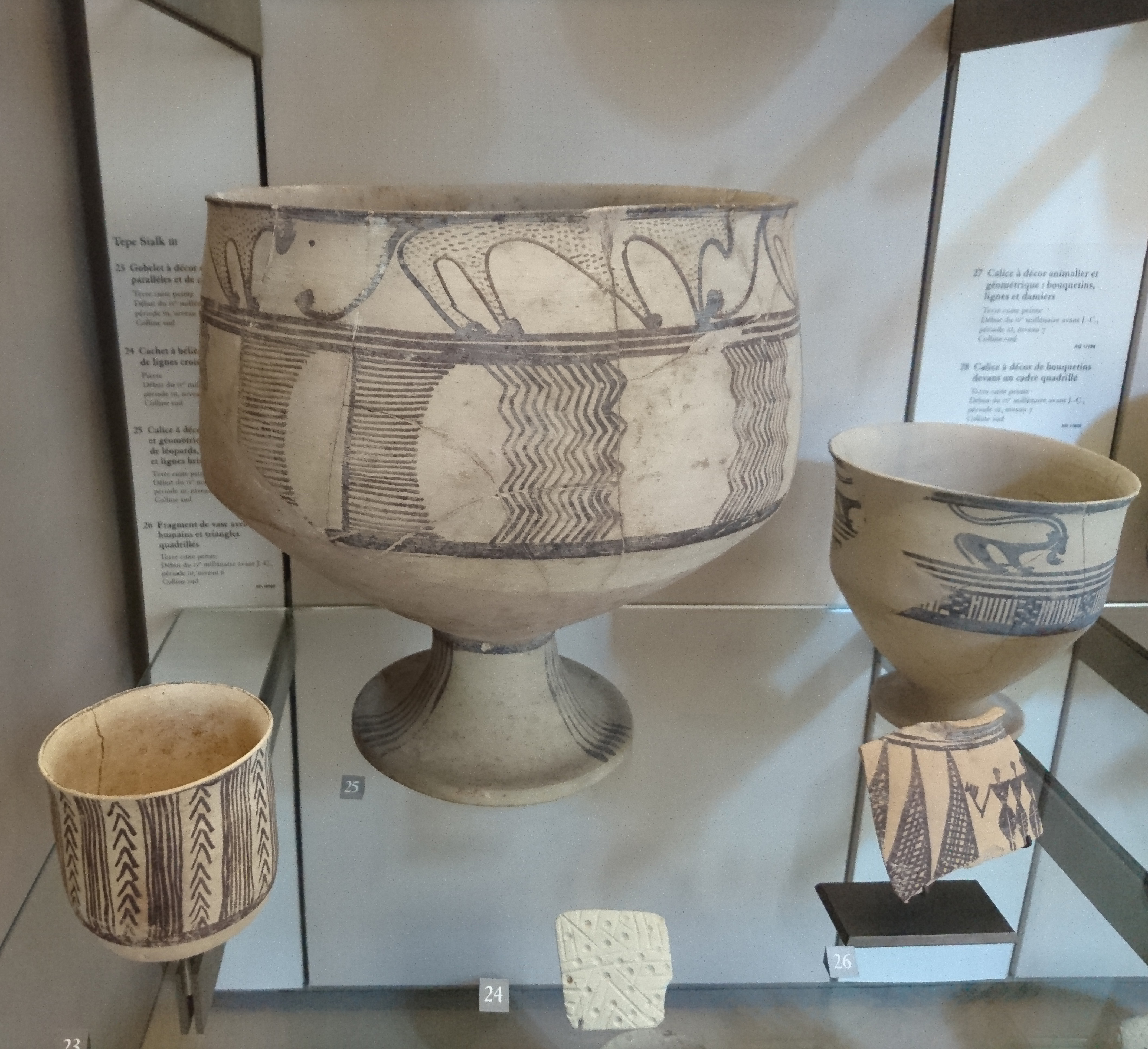
Кераміка з Сіалка. Лувр
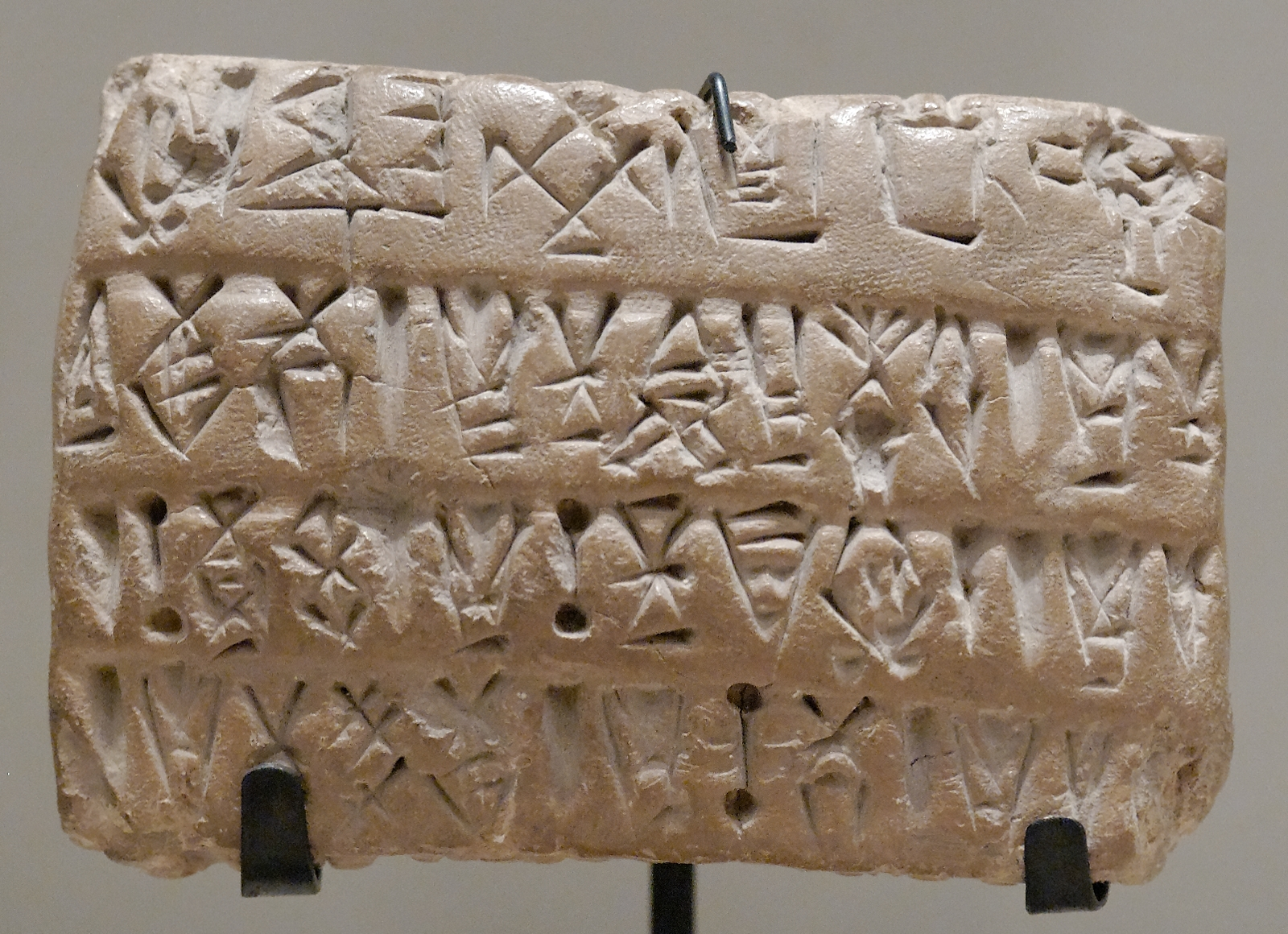
Економічна табличка з цифровими знаками. Протоеламський напис в глині, Сузи, Урукський період (від 3200 р. до н.е. до 2700 р. до н.е.). Відділ східних старожитностей, Лувр
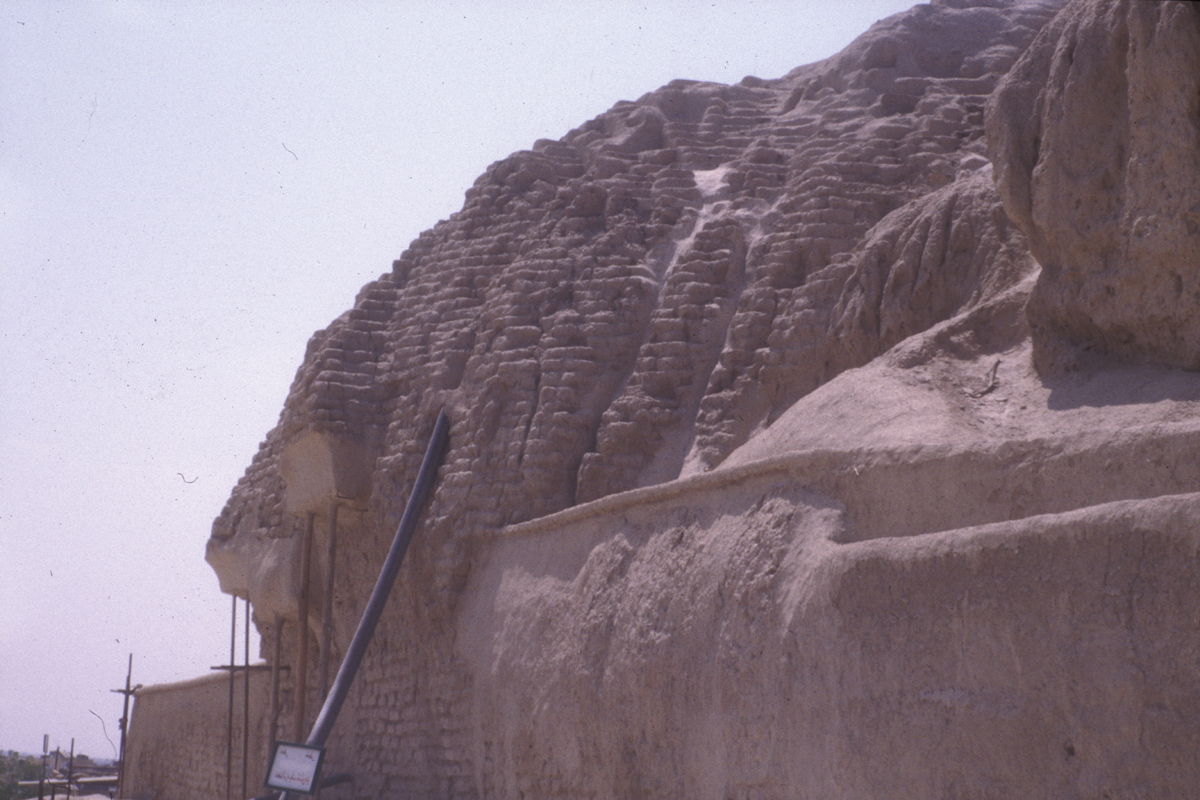
Деталі стіни другої платформи першого тепе
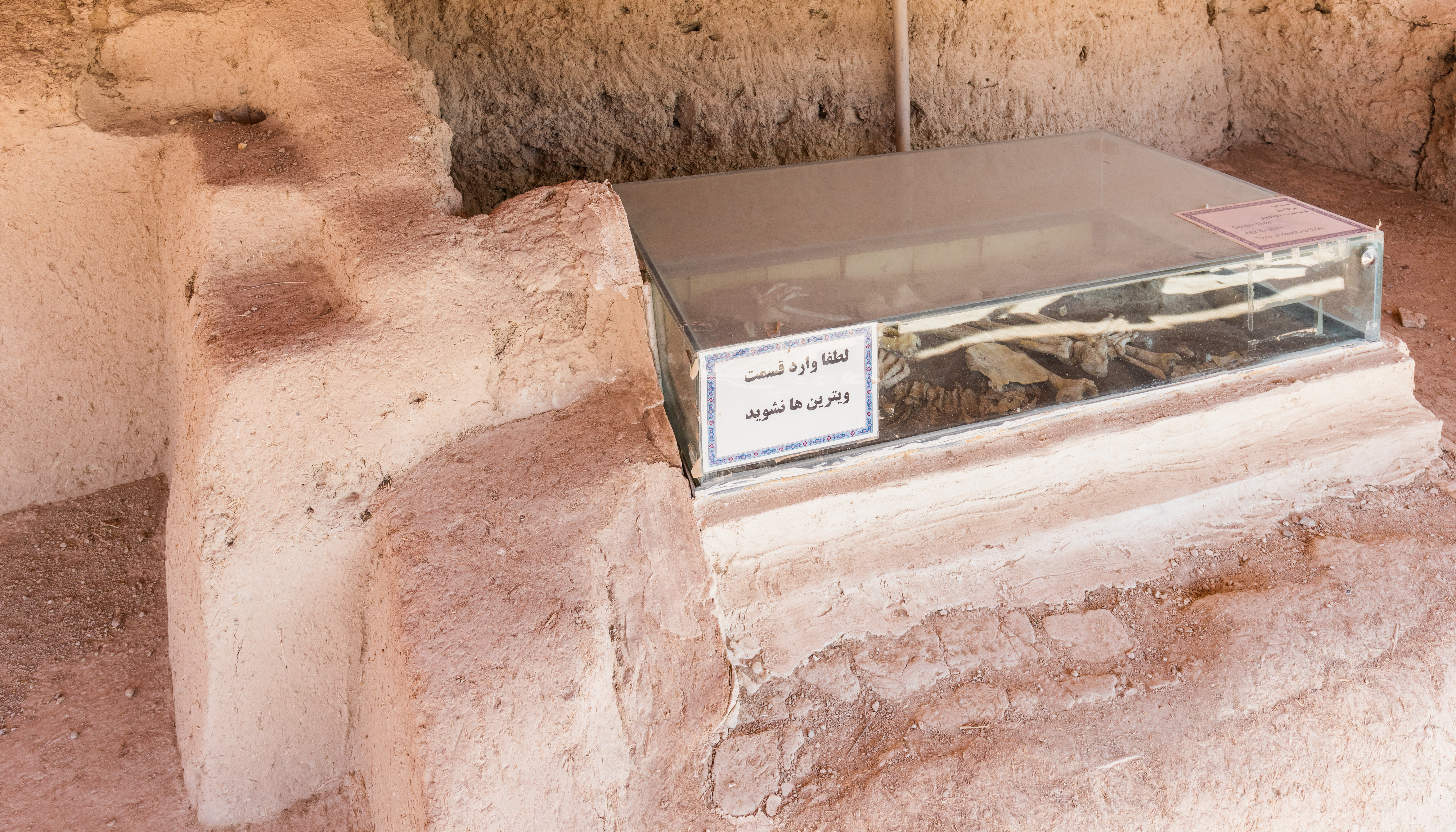
Гробниця
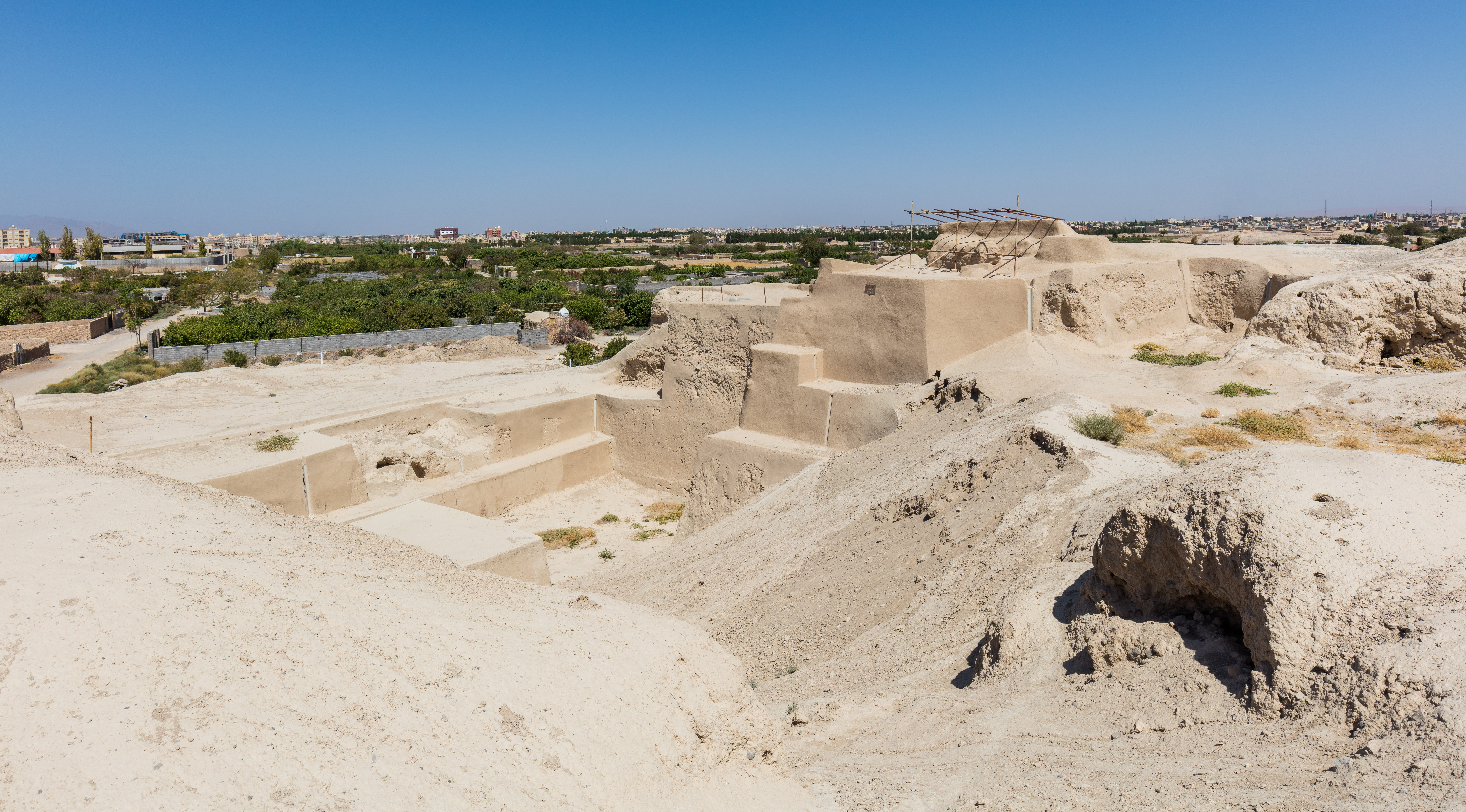
Відреставровані будівлі
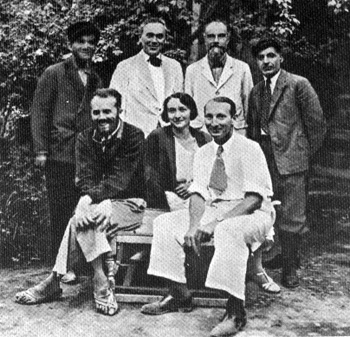
Команда Гіршмана в Сіалку в 1934: Роман Гіршман, Таня Гіршман і доктор Контенау